# Asociación de Población de América
La Asociación de Población de América (en inglés: Population Association of America, PAA) es una asociación profesional científica sin fines de lucro dedicada al estudio de temas relacionados con la población y la demografía. Fue establecida en 1930 y tiene su sede en Alexandria, Virginia, Estados Unidos. Su publicación insignia es la revista Demography.

## Historia

### Fundación
La PAA fue concebida el 15 de diciembre de 1930 durante una reunión en la oficina de Henry Pratt Fairchild en la Universidad de Nueva York. Fue una derivación del Comité Nacional Americano de la Unión Internacional para el Estudio Científico de la Población (IUSSP), formado en 1927 con Raymond Pearl de la Universidad Johns Hopkins como su primer presidente. La asociación fue oficialmente organizada el 7 de mayo de 1931 en el Town Hall Club de la ciudad de Nueva York, con la asistencia de 38 personas, incluyendo a su primer presidente, Henry Pratt Fairchild. Margaret Sanger también estuvo presente.

### Desarrollo inicial
En 1935, la PAA organizó una conferencia sobre estudios de población en relación con la planificación social, a la que asistió la primera dama de los Estados Unidos, Eleanor Roosevelt.

## Publicaciones
La revista científica insignia de la PAA, titulada Demography, fue fundada en 1964. Actualmente es publicada por Duke University Press desde 2021 y se considera una de las principales revistas académicas en estudios de población.

## Premios
Entre los premios otorgados por la PAA destaca el Premio Irene B. Taeuber, creado en honor a la destacada demógrafa estadounidense Irene Barnes Taeuber. Este galardón reconoce contribuciones sobresalientes a la investigación demográfica y se entrega cada dos años.

## Conferencias
La PAA organiza una conferencia anual donde se presentan investigaciones sobre tendencias y problemáticas demográficas. La primera edición se celebró los días 22 y 23 de abril de 1932 en la ciudad de Nueva York. Desde entonces, se ha realizado cada año, con excepciones durante la Segunda Guerra Mundial.

## Presidentes
La PAA ha sido dirigida por reconocidos académicos en demografía y ciencias sociales. La lista completa de expresidentes se encuentra disponible en el sitio oficial.

## Membresía
La membresía está abierta a profesionales, investigadores y estudiantes del campo de la población y disciplinas afines. Los miembros tienen acceso a las conferencias, publicaciones y recursos académicos de la organización.